# Génicourt-sur-Meuse
Génicourt-sur-Meuse är en kommun i departementet Meuse i regionen Grand Est (tidigare regionen Lorraine) i nordöstra Frankrike. Kommunen ligger i kantonen Verdun-Est som tillhör arrondissementet Verdun. År 2022 hade Génicourt-sur-Meuse 293 invånare.

## Befolkningsutveckling
Antalet invånare i kommunen Génicourt-sur-Meuse
| Referens: INSEE |